# بيث هينلي
بيث هينلي (بالإنجليزية: Beth Henley)‏ هي كاتبة مسرحية وكاتِبة وممثلة أمريكية، ولدت في 8 مايو 1952 في جاكسون في الولايات المتحدة. من الجوائز التي نالتها جائزة بوليتزر عن فئة الدراما.

## جوائز وترشيحات
جوائز
- جائزة بوليتزر عن فئة الدراما

ترشيحات
- جائزة الأوسكار لأفضل كتابة

## وصلات خارجية
- بيث هينلي على موقع IMDb (الإنجليزية)
- بيث هينلي على موقع الموسوعة البريطانية (الإنجليزية)
- بيث هينلي على موقع ألو سيني (الفرنسية)
- بيث هينلي على موقع أول موفي (الإنجليزية)
- بيث هينلي على موقع قاعدة بيانات برودواي على الإنترنت (الإنجليزية)
- بيث هينلي على موقع قاعدة بيانات الأفلام السويدية (السويدية)
- بيث هينلي على موقع إن إن دي بي (الإنجليزية)
- بيث هينلي على موقع قاعدة بيانات الفيلم (الإنجليزية)
- بيث هينلي على موقع كينوبويسك (الروسية)